# Ammerswil
Ammerswil é uma comuna da Suíça, no Cantão Argóvia, com cerca de 650 habitantes. Estende-se por uma área de 3,19 km², de densidade populacional de 204 hab/km². Confina com as seguintes comunas: Dintikon, Egliswil, Hendschiken, Lenzburg.
A língua oficial nesta comuna é o Alemão.